# جینیسیس
جینیسیس (انگلیسی: Genesys) شرکت فناوری اطلاعات آمریکایی است، که در سال ۱۹۹۰ تأسیس شد.